# Ramal ferroviario Villa Constitución-Río Cuarto
El Ramal Villa Constitución - Río Cuarto pertenece al Ferrocarril General Bartolomé Mitre, Argentina.

## Ubicación
Partiendo desde el Puerto de Villa Constitución, el ramal atraviesa 405,7 km por las provincias de Santa Fe y Córdoba, a través de los departamentos de Constitución, General López, Marcos Juárez, Unión, Juárez Celman y Río Cuarto.

## Servicios
La red de carga es operada por la empresa Nuevo Central Argentino y por la empresa estatal Trenes Argentinos Cargas.